# Ludovic Augustin
Ludovic C. Augustin (* 1902; † nach 1924) war ein haitianischer Sportschütze.

## Erfolge
Ludovic Augustin nahm an den Olympischen Spielen 1924 in Paris in zwei Wettbewerben teil. Mit dem Freien Gewehr belegte er im Einzel mit 91 Punkten im liegenden Anschlag über 600 m den fünften Platz. In der Mannschaftskonkurrenz, die über die Distanzen 400 m, 600 m und 800 m ausgetragen wurde, kam er gemeinsam mit Astrel Rolland, Ludovic Valborge, Eloi Metullus und Destin Destine auf 646 Punkte und gewann so hinter dem US-amerikanischen und dem französischen Team die Bronzemedaille. Dies war der erste Medaillengewinn in Haitis Olympiageschichte.